# Alue Serdang
Alue Serdang is een bestuurslaag in het regentschap Aceh Utara van de provincie Atjeh, Indonesië. Alue Serdang telt 288 inwoners (volkstelling 2010).